# Spiclypeus
Spiclypeus (il cui nome significa "scudo spinoso") è un genere estinto di dinosauro ceratopside chasmosaurino vissuto nel Cretaceo superiore, circa 76,24-75,21 milioni di anni fa (Campaniano), in quella che oggi è la Formazione Judith River nel Montana, Stati Uniti. Il genere contiene una singola specie, ossia S. shipporum.

## Descrizione

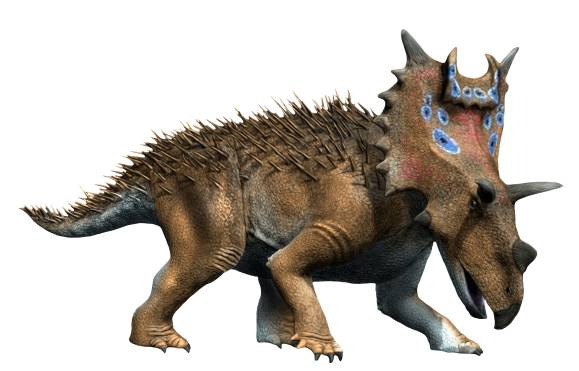
Ricostruzione di S. shipporum

Spiclypeus è un dinosauro chasmosaurino di taglia media, che, secondo le stime, poteva raggiungere una lunghezza di 4,5–6 metri (15-20 piedi), per un peso di circa 3-4 tonnellate.
Spiclypeus è unico chasmosaurinae nell'avere un osso nasale ruvido a contatto con la superficie laterale della proiezione posteriore della premascella. Come i generi Kosmoceratops e Utahceratops, Spiclypeus presentava corna postorbitali (sopra le orbite) arcuate e rivolte verso l'esterno. Sul collare tutti e sei gli epiparietali (le piccole corna, o osteodermi, sull'osso parietale che compone il collare) sono fusi alla base: di questi le prime due coppie di epiparietali che si arricciano sulla superficie del collare sul lato anteriore, mentre la terza coppia epiparietale punta all'indietro e verso la linea mediana del collare.
Tra i chasmosaurini della Formazione Judith River, Spiclypeus può essere direttamente distinto da Judiceratops, Medusaceratops e Mercuriceratops. Tuttavia, è morfologicamente simile alla dubbia specie Ceratops montanus della Formazione Judith River, e alla dubbia specie chasmosaurina Pentaceratops aquilonius della Formazione Dinosaur Park (situata appena oltre il confine tra Canada e Stati Uniti e simile nella datazione), e in effetti tutte e tre potrebbe rappresentare una singola specie, che non può essere definitivamente testata a causa della natura frammentaria degli esemplari tipo di queste specie.

### Scheletro

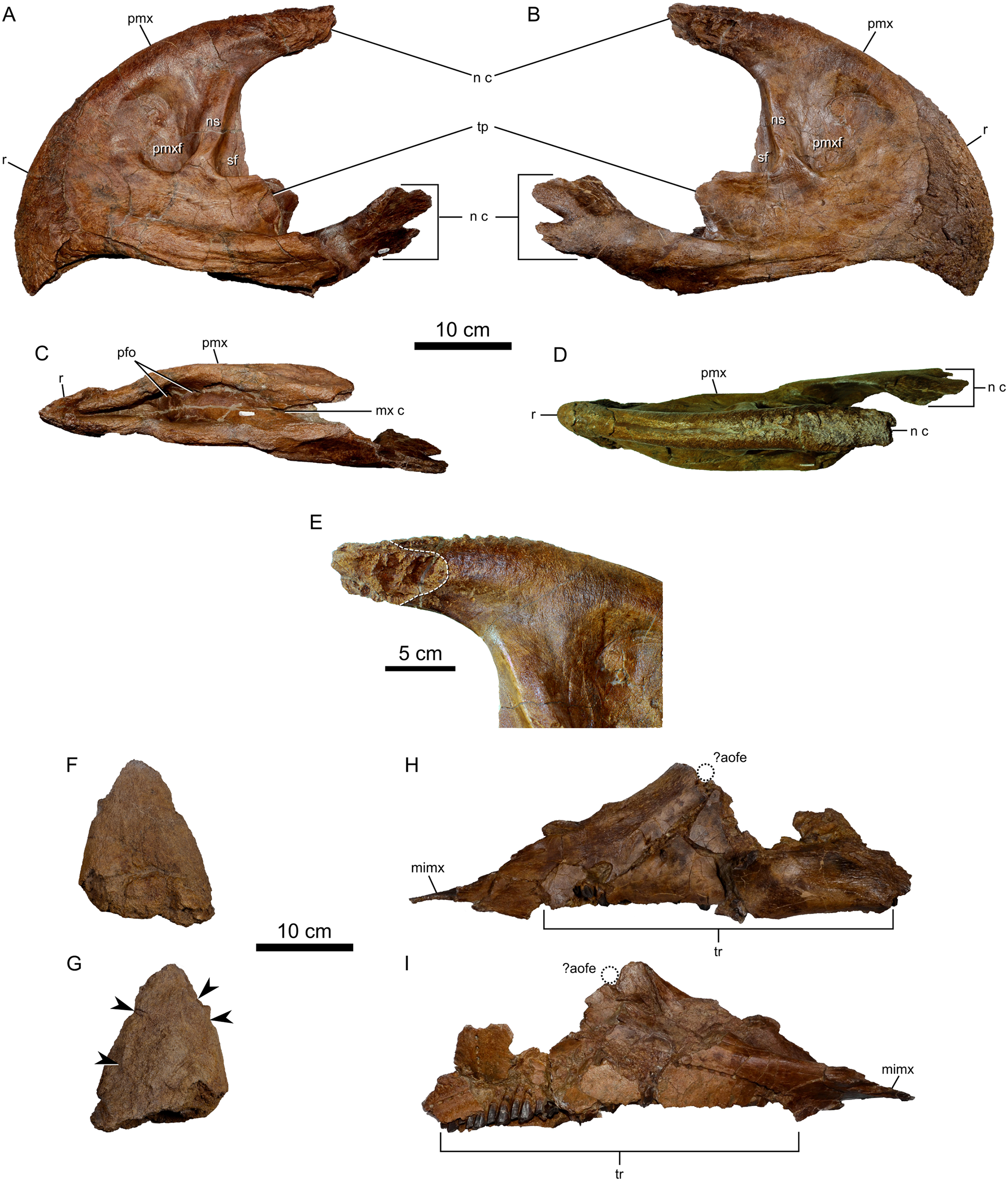
Elementi del muso di S. shipporum

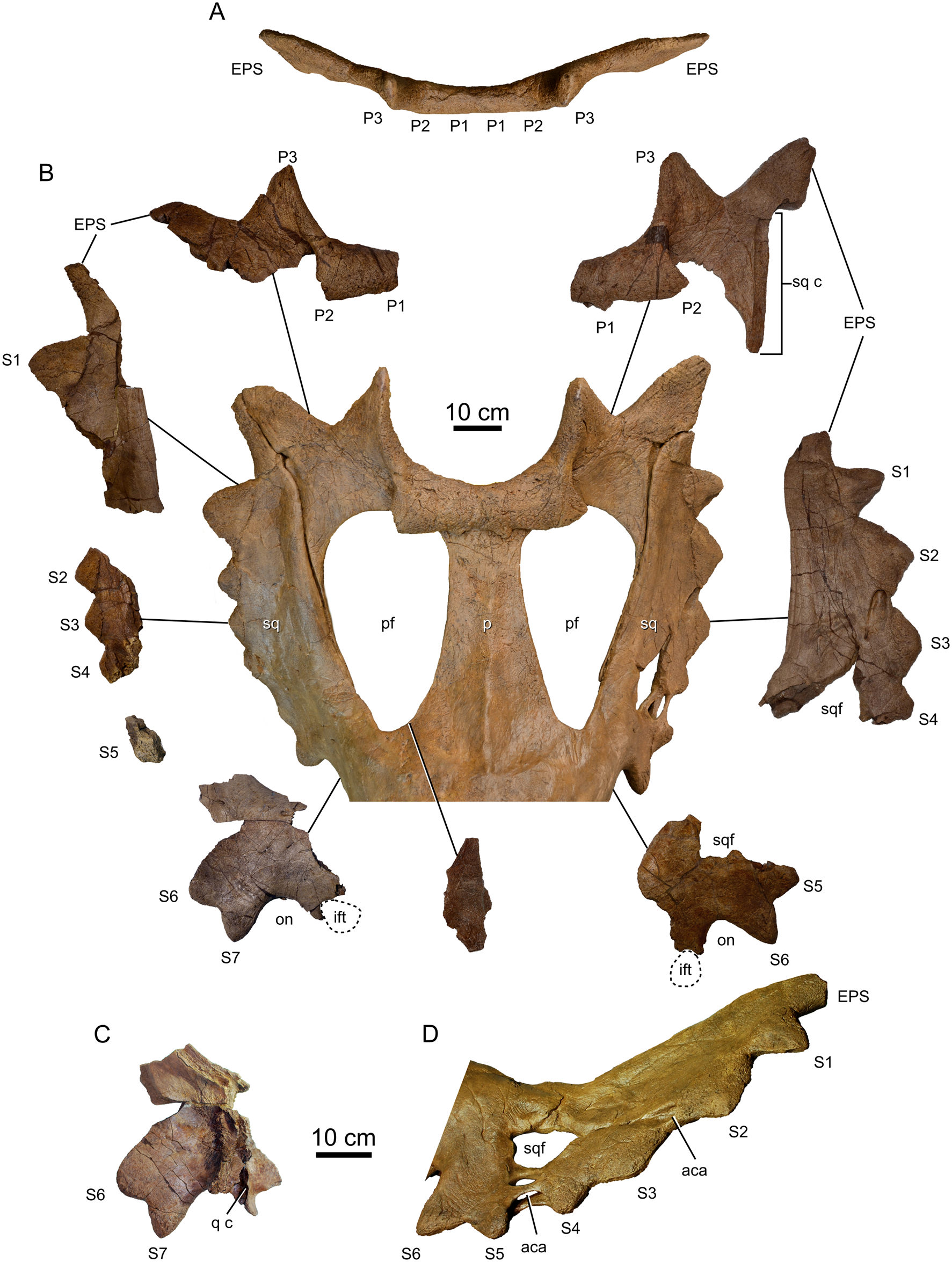
Frammenti del collare e ricostruzione del collare per intero

Il cranio ha una lunghezza totale ricostruita di 1,67 metri. L'osso rostrale, il nucleo osseo del becco mascellare, è fortemente uncinato. Il ramo ascendente della premascella ha una superficie esterna molto ruvida, dotato di molte fosse profonde, il che indica una forte connessione con l'osso nasale. Le depressioni sui lati esterni delle premascella non sono collegate da una perforazione, sebbene la guaina ossea di separazione sia molto sottile. Il nucleo osseo triangolare del corno nasale sulla punta del muso è lungo circa di 166 millimetri. Ogni osso mascellare presenta ben 28 alveoli dentali, ognuna contenente da tre a cinque denti, in posizione di ricambio costante. Le corna postorbitali, o sopraccigliari, sono, invece, lunghe da 228 a 246 millimetri, e puntano verso i lati del cranio, con un angolo di 50° rispetto alla linea mediana del cranio. La forma delle corna è, inoltre, arcuata con la punta rivolta verso il basso.
L'arricciatura relativamente piatta del cranio ha un profilo triangolare in vista dorsale, con lati leggermente convessi e angoli posteriori divergenti separati da un'ampia tacca sul bordo posteriore. Il collare è forato da grandi aperture allungate su ciascun lato, le fenestre parietali. Il collare di Spiclypeus presenta un modello unico di ossificazioni cutanee o osteodermi, che ne ornano i bordi. Le ossa laterali del collare, gli squamosali, presentano gli episquamosali (ossificazioni o ostedermi presenti sull'osso squamosale) che, nell'individuo olotipico, sono disposti sei sul lato sinistro e sette sul lato destro. Gli episquamosali frontali proiettano nella tacca giugale tra il collare e gli elementi ossei della guancia, a formare un triangolo lungo dai sei ai sette centimetri. Specialmente nella parte posteriore, gli episquamosali diventano gradualmente più ampi e più bassi, per poi aumentare di nuovo in lunghezza.
Le ossa posteriori del collare, i parietali, recano ciascuno tre epiparietali (ossificazioni o ostedermi presenti sull'osso parietale). In Spiclypeus questi osteodermi sono molto larghi, collegati e fusi alle loro basi per formare una guaina ossea continua che copre quasi l'intero bordo posteriore del collare. L'ampia tacca al centro del bordo posteriore del collare, è composta da una guaina ripiegata in avanti, occupando la barra trasversale parietale dietro la fenestra parietale. Il lembo osseo rappresenta la prima e la seconda coppia epiparietale, le "P1" e le "P2", come dimostrano gli osteodermi ancora visibili, quelli della prima coppia che punta verso la parte anteriore vicino alla linea mediana, e quelli della seconda coppia che si formano gli angoli del lembo osseo. I terzi epiparietali, che puntano posteriormente, formano insieme una struttura a forma di tenaglia attorno alla tacca. Ad ogni angolo posteriore del collare è presente un osteoderma più grande. Essendo posizionato sulla sutura tra lo squamosale e il parietale, questo osteoderma viene chiamato epiparietosquamosale o "EPS".

## Classificazione

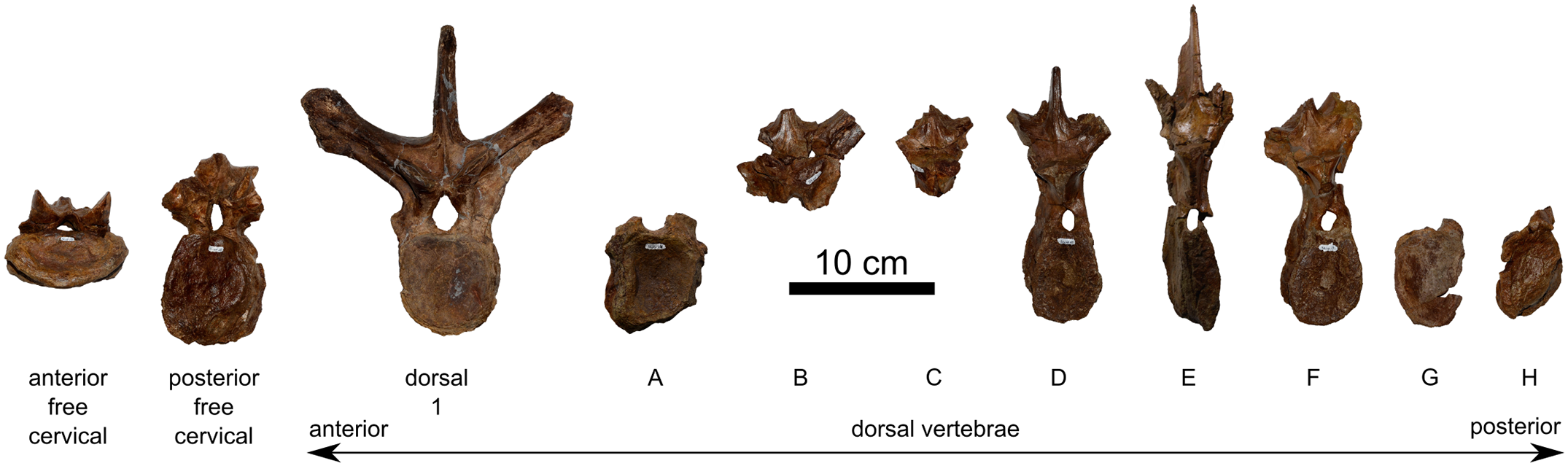
Vertebre

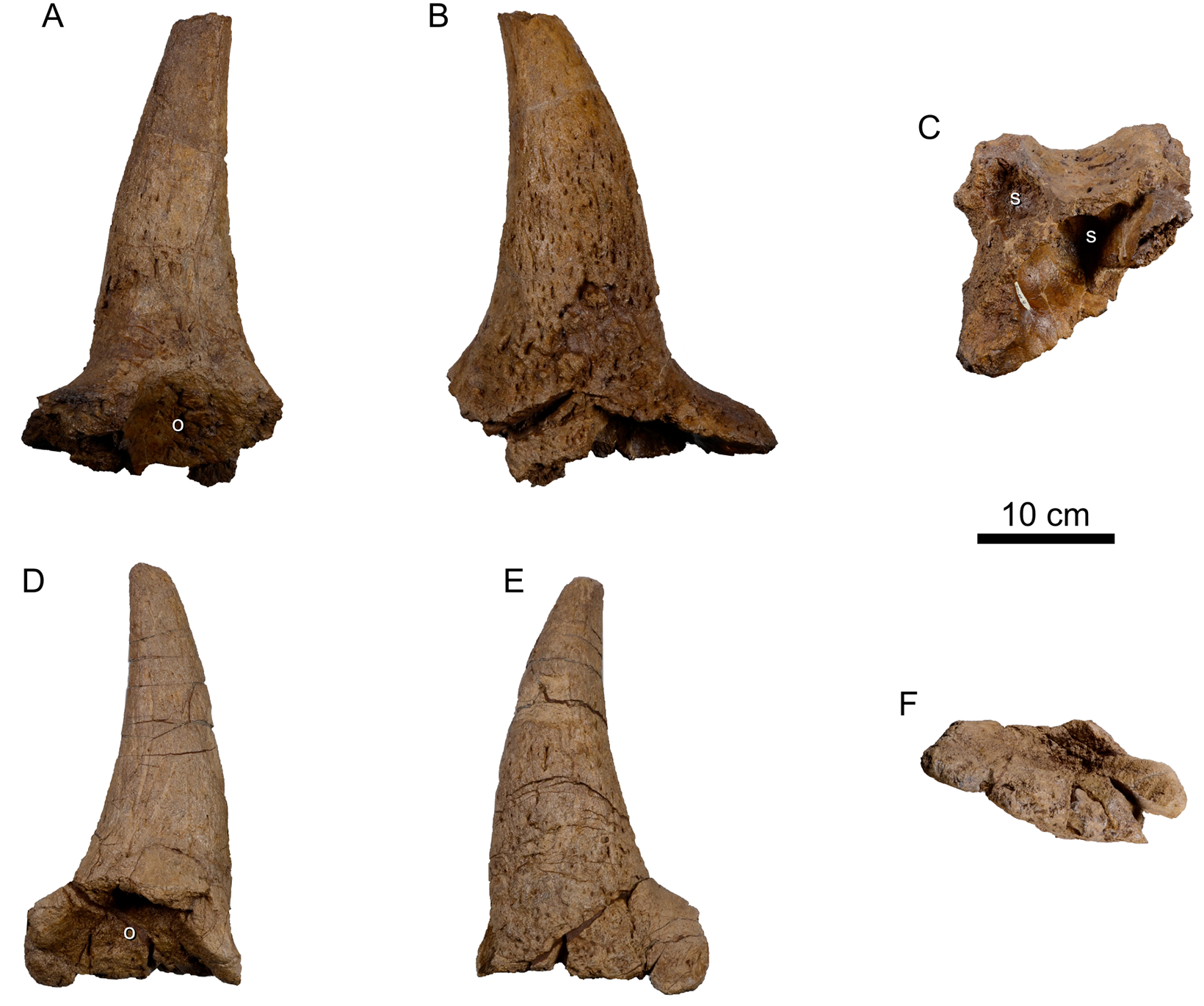
Nuclei ossei delle corna postorbitali in più viste

Spiclypeus venne collocato nella sottofamiglia Chasmosaurinae, da Mallon et al. (2016). Spiclypeus faceva parte del ramo evolutivo di Chasmosaurus, piuttosto che quello di Triceratops, come specie gemella di un clade formato da Kosmoceratops e Vagaceratops. Di seguito è riportato il risultato della loro analisi filogenetica dopo la rimozione di Bravoceratops che viene raggruppato con Coahuilaceratops o nel ramo Triceratops ed Eotriceratops, utilizzato per ridurre la risoluzione nel ramo Triceratops. Tra i Triceratopsini l'analisi ha recuperato una politomia di sei taxa tra cui Ojoceratops, Titanoceratops, Nedoceratops, Torosaurus latus, "Torosaurus" utahensis e un clade formato dalle due specie di Triceratops.
|  | Spiclypeus shipporum                                                                  |
|  |                                                                                       |
|  | \| \| Kosmoceratops richardsoni \| \| \| \| \| \| Vagaceratops irvinensis \| \| \| \| |
|  |                                                                                       |
|  | Kosmoceratops richardsoni                                                             |
|  |                                                                                       |
|  | Vagaceratops irvinensis                                                               |
|  |                                                                                       |

|  | Kosmoceratops richardsoni |
|  |                           |
|  | Vagaceratops irvinensis   |
|  |                           |

|  | Spiclypeus shipporum                                                                  |
|  |                                                                                       |
|  | \| \| Kosmoceratops richardsoni \| \| \| \| \| \| Vagaceratops irvinensis \| \| \| \| |
|  |                                                                                       |
|  | Kosmoceratops richardsoni                                                             |
|  |                                                                                       |
|  | Vagaceratops irvinensis                                                               |
|  |                                                                                       |

|  | Kosmoceratops richardsoni |
|  |                           |
|  | Vagaceratops irvinensis   |
|  |                           |

|  | Spiclypeus shipporum                                                                  |
|  |                                                                                       |
|  | \| \| Kosmoceratops richardsoni \| \| \| \| \| \| Vagaceratops irvinensis \| \| \| \| |
|  |                                                                                       |
|  | Kosmoceratops richardsoni                                                             |
|  |                                                                                       |
|  | Vagaceratops irvinensis                                                               |
|  |                                                                                       |

|  | Kosmoceratops richardsoni |
|  |                           |
|  | Vagaceratops irvinensis   |
|  |                           |

|  | Spiclypeus shipporum                                                                  |
|  |                                                                                       |
|  | \| \| Kosmoceratops richardsoni \| \| \| \| \| \| Vagaceratops irvinensis \| \| \| \| |
|  |                                                                                       |
|  | Kosmoceratops richardsoni                                                             |
|  |                                                                                       |
|  | Vagaceratops irvinensis                                                               |
|  |                                                                                       |

|  | Kosmoceratops richardsoni |
|  |                           |
|  | Vagaceratops irvinensis   |
|  |                           |

|  | Mojoceratops perifania                                                       |
|  |                                                                              |
|  | \| \| Chasmosaurus belli \| \| \| \| \| \| Chasmosaurus russelli \| \| \| \| |
|  |                                                                              |
|  | Chasmosaurus belli                                                           |
|  |                                                                              |
|  | Chasmosaurus russelli                                                        |
|  |                                                                              |

|  | Chasmosaurus belli    |
|  |                       |
|  | Chasmosaurus russelli |
|  |                       |

|  | Mojoceratops perifania                                                       |
|  |                                                                              |
|  | \| \| Chasmosaurus belli \| \| \| \| \| \| Chasmosaurus russelli \| \| \| \| |
|  |                                                                              |
|  | Chasmosaurus belli                                                           |
|  |                                                                              |
|  | Chasmosaurus russelli                                                        |
|  |                                                                              |

|  | Chasmosaurus belli    |
|  |                       |
|  | Chasmosaurus russelli |
|  |                       |

|  | Spiclypeus shipporum                                                                  |
|  |                                                                                       |
|  | \| \| Kosmoceratops richardsoni \| \| \| \| \| \| Vagaceratops irvinensis \| \| \| \| |
|  |                                                                                       |
|  | Kosmoceratops richardsoni                                                             |
|  |                                                                                       |
|  | Vagaceratops irvinensis                                                               |
|  |                                                                                       |

|  | Kosmoceratops richardsoni |
|  |                           |
|  | Vagaceratops irvinensis   |
|  |                           |

|  | Spiclypeus shipporum                                                                  |
|  |                                                                                       |
|  | \| \| Kosmoceratops richardsoni \| \| \| \| \| \| Vagaceratops irvinensis \| \| \| \| |
|  |                                                                                       |
|  | Kosmoceratops richardsoni                                                             |
|  |                                                                                       |
|  | Vagaceratops irvinensis                                                               |
|  |                                                                                       |

|  | Kosmoceratops richardsoni |
|  |                           |
|  | Vagaceratops irvinensis   |
|  |                           |

|  | Spiclypeus shipporum                                                                  |
|  |                                                                                       |
|  | \| \| Kosmoceratops richardsoni \| \| \| \| \| \| Vagaceratops irvinensis \| \| \| \| |
|  |                                                                                       |
|  | Kosmoceratops richardsoni                                                             |
|  |                                                                                       |
|  | Vagaceratops irvinensis                                                               |
|  |                                                                                       |

|  | Kosmoceratops richardsoni |
|  |                           |
|  | Vagaceratops irvinensis   |
|  |                           |

|  | Spiclypeus shipporum                                                                  |
|  |                                                                                       |
|  | \| \| Kosmoceratops richardsoni \| \| \| \| \| \| Vagaceratops irvinensis \| \| \| \| |
|  |                                                                                       |
|  | Kosmoceratops richardsoni                                                             |
|  |                                                                                       |
|  | Vagaceratops irvinensis                                                               |
|  |                                                                                       |

|  | Kosmoceratops richardsoni |
|  |                           |
|  | Vagaceratops irvinensis   |
|  |                           |

|  | Mojoceratops perifania                                                       |
|  |                                                                              |
|  | \| \| Chasmosaurus belli \| \| \| \| \| \| Chasmosaurus russelli \| \| \| \| |
|  |                                                                              |
|  | Chasmosaurus belli                                                           |
|  |                                                                              |
|  | Chasmosaurus russelli                                                        |
|  |                                                                              |

|  | Chasmosaurus belli    |
|  |                       |
|  | Chasmosaurus russelli |
|  |                       |

|  | Mojoceratops perifania                                                       |
|  |                                                                              |
|  | \| \| Chasmosaurus belli \| \| \| \| \| \| Chasmosaurus russelli \| \| \| \| |
|  |                                                                              |
|  | Chasmosaurus belli                                                           |
|  |                                                                              |
|  | Chasmosaurus russelli                                                        |
|  |                                                                              |

|  | Chasmosaurus belli    |
|  |                       |
|  | Chasmosaurus russelli |
|  |                       |

|  | Spiclypeus shipporum                                                                  |
|  |                                                                                       |
|  | \| \| Kosmoceratops richardsoni \| \| \| \| \| \| Vagaceratops irvinensis \| \| \| \| |
|  |                                                                                       |
|  | Kosmoceratops richardsoni                                                             |
|  |                                                                                       |
|  | Vagaceratops irvinensis                                                               |
|  |                                                                                       |

|  | Kosmoceratops richardsoni |
|  |                           |
|  | Vagaceratops irvinensis   |
|  |                           |

|  | Spiclypeus shipporum                                                                  |
|  |                                                                                       |
|  | \| \| Kosmoceratops richardsoni \| \| \| \| \| \| Vagaceratops irvinensis \| \| \| \| |
|  |                                                                                       |
|  | Kosmoceratops richardsoni                                                             |
|  |                                                                                       |
|  | Vagaceratops irvinensis                                                               |
|  |                                                                                       |

|  | Kosmoceratops richardsoni |
|  |                           |
|  | Vagaceratops irvinensis   |
|  |                           |

|  | Spiclypeus shipporum                                                                  |
|  |                                                                                       |
|  | \| \| Kosmoceratops richardsoni \| \| \| \| \| \| Vagaceratops irvinensis \| \| \| \| |
|  |                                                                                       |
|  | Kosmoceratops richardsoni                                                             |
|  |                                                                                       |
|  | Vagaceratops irvinensis                                                               |
|  |                                                                                       |

|  | Kosmoceratops richardsoni |
|  |                           |
|  | Vagaceratops irvinensis   |
|  |                           |

|  | Spiclypeus shipporum                                                                  |
|  |                                                                                       |
|  | \| \| Kosmoceratops richardsoni \| \| \| \| \| \| Vagaceratops irvinensis \| \| \| \| |
|  |                                                                                       |
|  | Kosmoceratops richardsoni                                                             |
|  |                                                                                       |
|  | Vagaceratops irvinensis                                                               |
|  |                                                                                       |

|  | Kosmoceratops richardsoni |
|  |                           |
|  | Vagaceratops irvinensis   |
|  |                           |

|  | Mojoceratops perifania                                                       |
|  |                                                                              |
|  | \| \| Chasmosaurus belli \| \| \| \| \| \| Chasmosaurus russelli \| \| \| \| |
|  |                                                                              |
|  | Chasmosaurus belli                                                           |
|  |                                                                              |
|  | Chasmosaurus russelli                                                        |
|  |                                                                              |

|  | Chasmosaurus belli    |
|  |                       |
|  | Chasmosaurus russelli |
|  |                       |

|  | Mojoceratops perifania                                                       |
|  |                                                                              |
|  | \| \| Chasmosaurus belli \| \| \| \| \| \| Chasmosaurus russelli \| \| \| \| |
|  |                                                                              |
|  | Chasmosaurus belli                                                           |
|  |                                                                              |
|  | Chasmosaurus russelli                                                        |
|  |                                                                              |

|  | Chasmosaurus belli    |
|  |                       |
|  | Chasmosaurus russelli |
|  |                       |

|  | Spiclypeus shipporum                                                                  |
|  |                                                                                       |
|  | \| \| Kosmoceratops richardsoni \| \| \| \| \| \| Vagaceratops irvinensis \| \| \| \| |
|  |                                                                                       |
|  | Kosmoceratops richardsoni                                                             |
|  |                                                                                       |
|  | Vagaceratops irvinensis                                                               |
|  |                                                                                       |

|  | Kosmoceratops richardsoni |
|  |                           |
|  | Vagaceratops irvinensis   |
|  |                           |

|  | Spiclypeus shipporum                                                                  |
|  |                                                                                       |
|  | \| \| Kosmoceratops richardsoni \| \| \| \| \| \| Vagaceratops irvinensis \| \| \| \| |
|  |                                                                                       |
|  | Kosmoceratops richardsoni                                                             |
|  |                                                                                       |
|  | Vagaceratops irvinensis                                                               |
|  |                                                                                       |

|  | Kosmoceratops richardsoni |
|  |                           |
|  | Vagaceratops irvinensis   |
|  |                           |

|  | Spiclypeus shipporum                                                                  |
|  |                                                                                       |
|  | \| \| Kosmoceratops richardsoni \| \| \| \| \| \| Vagaceratops irvinensis \| \| \| \| |
|  |                                                                                       |
|  | Kosmoceratops richardsoni                                                             |
|  |                                                                                       |
|  | Vagaceratops irvinensis                                                               |
|  |                                                                                       |

|  | Kosmoceratops richardsoni |
|  |                           |
|  | Vagaceratops irvinensis   |
|  |                           |

|  | Spiclypeus shipporum                                                                  |
|  |                                                                                       |
|  | \| \| Kosmoceratops richardsoni \| \| \| \| \| \| Vagaceratops irvinensis \| \| \| \| |
|  |                                                                                       |
|  | Kosmoceratops richardsoni                                                             |
|  |                                                                                       |
|  | Vagaceratops irvinensis                                                               |
|  |                                                                                       |

|  | Kosmoceratops richardsoni |
|  |                           |
|  | Vagaceratops irvinensis   |
|  |                           |

|  | Mojoceratops perifania                                                       |
|  |                                                                              |
|  | \| \| Chasmosaurus belli \| \| \| \| \| \| Chasmosaurus russelli \| \| \| \| |
|  |                                                                              |
|  | Chasmosaurus belli                                                           |
|  |                                                                              |
|  | Chasmosaurus russelli                                                        |
|  |                                                                              |

|  | Chasmosaurus belli    |
|  |                       |
|  | Chasmosaurus russelli |
|  |                       |

|  | Mojoceratops perifania                                                       |
|  |                                                                              |
|  | \| \| Chasmosaurus belli \| \| \| \| \| \| Chasmosaurus russelli \| \| \| \| |
|  |                                                                              |
|  | Chasmosaurus belli                                                           |
|  |                                                                              |
|  | Chasmosaurus russelli                                                        |
|  |                                                                              |

|  | Chasmosaurus belli    |
|  |                       |
|  | Chasmosaurus russelli |
|  |                       |

|  | Anchiceratops ornatus                                                        |
|  |                                                                              |
|  | Regaliceratops peterhewsi                                                    |
|  |                                                                              |
|  | \| \| Arrhinoceratops brachyops \| \| \| \| \| \| Triceratopsini \| \| \| \| |
|  |                                                                              |
|  | Arrhinoceratops brachyops                                                    |
|  |                                                                              |
|  | Triceratopsini                                                               |
|  |                                                                              |

|  | Arrhinoceratops brachyops |
|  |                           |
|  | Triceratopsini            |
|  |                           |

|  | Spiclypeus shipporum                                                                  |
|  |                                                                                       |
|  | \| \| Kosmoceratops richardsoni \| \| \| \| \| \| Vagaceratops irvinensis \| \| \| \| |
|  |                                                                                       |
|  | Kosmoceratops richardsoni                                                             |
|  |                                                                                       |
|  | Vagaceratops irvinensis                                                               |
|  |                                                                                       |

|  | Kosmoceratops richardsoni |
|  |                           |
|  | Vagaceratops irvinensis   |
|  |                           |

|  | Spiclypeus shipporum                                                                  |
|  |                                                                                       |
|  | \| \| Kosmoceratops richardsoni \| \| \| \| \| \| Vagaceratops irvinensis \| \| \| \| |
|  |                                                                                       |
|  | Kosmoceratops richardsoni                                                             |
|  |                                                                                       |
|  | Vagaceratops irvinensis                                                               |
|  |                                                                                       |

|  | Kosmoceratops richardsoni |
|  |                           |
|  | Vagaceratops irvinensis   |
|  |                           |

|  | Spiclypeus shipporum                                                                  |
|  |                                                                                       |
|  | \| \| Kosmoceratops richardsoni \| \| \| \| \| \| Vagaceratops irvinensis \| \| \| \| |
|  |                                                                                       |
|  | Kosmoceratops richardsoni                                                             |
|  |                                                                                       |
|  | Vagaceratops irvinensis                                                               |
|  |                                                                                       |

|  | Kosmoceratops richardsoni |
|  |                           |
|  | Vagaceratops irvinensis   |
|  |                           |

|  | Spiclypeus shipporum                                                                  |
|  |                                                                                       |
|  | \| \| Kosmoceratops richardsoni \| \| \| \| \| \| Vagaceratops irvinensis \| \| \| \| |
|  |                                                                                       |
|  | Kosmoceratops richardsoni                                                             |
|  |                                                                                       |
|  | Vagaceratops irvinensis                                                               |
|  |                                                                                       |

|  | Kosmoceratops richardsoni |
|  |                           |
|  | Vagaceratops irvinensis   |
|  |                           |

|  | Mojoceratops perifania                                                       |
|  |                                                                              |
|  | \| \| Chasmosaurus belli \| \| \| \| \| \| Chasmosaurus russelli \| \| \| \| |
|  |                                                                              |
|  | Chasmosaurus belli                                                           |
|  |                                                                              |
|  | Chasmosaurus russelli                                                        |
|  |                                                                              |

|  | Chasmosaurus belli    |
|  |                       |
|  | Chasmosaurus russelli |
|  |                       |

|  | Mojoceratops perifania                                                       |
|  |                                                                              |
|  | \| \| Chasmosaurus belli \| \| \| \| \| \| Chasmosaurus russelli \| \| \| \| |
|  |                                                                              |
|  | Chasmosaurus belli                                                           |
|  |                                                                              |
|  | Chasmosaurus russelli                                                        |
|  |                                                                              |

|  | Chasmosaurus belli    |
|  |                       |
|  | Chasmosaurus russelli |
|  |                       |

|  | Spiclypeus shipporum                                                                  |
|  |                                                                                       |
|  | \| \| Kosmoceratops richardsoni \| \| \| \| \| \| Vagaceratops irvinensis \| \| \| \| |
|  |                                                                                       |
|  | Kosmoceratops richardsoni                                                             |
|  |                                                                                       |
|  | Vagaceratops irvinensis                                                               |
|  |                                                                                       |

|  | Kosmoceratops richardsoni |
|  |                           |
|  | Vagaceratops irvinensis   |
|  |                           |

|  | Spiclypeus shipporum                                                                  |
|  |                                                                                       |
|  | \| \| Kosmoceratops richardsoni \| \| \| \| \| \| Vagaceratops irvinensis \| \| \| \| |
|  |                                                                                       |
|  | Kosmoceratops richardsoni                                                             |
|  |                                                                                       |
|  | Vagaceratops irvinensis                                                               |
|  |                                                                                       |

|  | Kosmoceratops richardsoni |
|  |                           |
|  | Vagaceratops irvinensis   |
|  |                           |

|  | Spiclypeus shipporum                                                                  |
|  |                                                                                       |
|  | \| \| Kosmoceratops richardsoni \| \| \| \| \| \| Vagaceratops irvinensis \| \| \| \| |
|  |                                                                                       |
|  | Kosmoceratops richardsoni                                                             |
|  |                                                                                       |
|  | Vagaceratops irvinensis                                                               |
|  |                                                                                       |

|  | Kosmoceratops richardsoni |
|  |                           |
|  | Vagaceratops irvinensis   |
|  |                           |

|  | Spiclypeus shipporum                                                                  |
|  |                                                                                       |
|  | \| \| Kosmoceratops richardsoni \| \| \| \| \| \| Vagaceratops irvinensis \| \| \| \| |
|  |                                                                                       |
|  | Kosmoceratops richardsoni                                                             |
|  |                                                                                       |
|  | Vagaceratops irvinensis                                                               |
|  |                                                                                       |

|  | Kosmoceratops richardsoni |
|  |                           |
|  | Vagaceratops irvinensis   |
|  |                           |

|  | Mojoceratops perifania                                                       |
|  |                                                                              |
|  | \| \| Chasmosaurus belli \| \| \| \| \| \| Chasmosaurus russelli \| \| \| \| |
|  |                                                                              |
|  | Chasmosaurus belli                                                           |
|  |                                                                              |
|  | Chasmosaurus russelli                                                        |
|  |                                                                              |

|  | Chasmosaurus belli    |
|  |                       |
|  | Chasmosaurus russelli |
|  |                       |

|  | Mojoceratops perifania                                                       |
|  |                                                                              |
|  | \| \| Chasmosaurus belli \| \| \| \| \| \| Chasmosaurus russelli \| \| \| \| |
|  |                                                                              |
|  | Chasmosaurus belli                                                           |
|  |                                                                              |
|  | Chasmosaurus russelli                                                        |
|  |                                                                              |

|  | Chasmosaurus belli    |
|  |                       |
|  | Chasmosaurus russelli |
|  |                       |

|  | Spiclypeus shipporum                                                                  |
|  |                                                                                       |
|  | \| \| Kosmoceratops richardsoni \| \| \| \| \| \| Vagaceratops irvinensis \| \| \| \| |
|  |                                                                                       |
|  | Kosmoceratops richardsoni                                                             |
|  |                                                                                       |
|  | Vagaceratops irvinensis                                                               |
|  |                                                                                       |

|  | Kosmoceratops richardsoni |
|  |                           |
|  | Vagaceratops irvinensis   |
|  |                           |

|  | Spiclypeus shipporum                                                                  |
|  |                                                                                       |
|  | \| \| Kosmoceratops richardsoni \| \| \| \| \| \| Vagaceratops irvinensis \| \| \| \| |
|  |                                                                                       |
|  | Kosmoceratops richardsoni                                                             |
|  |                                                                                       |
|  | Vagaceratops irvinensis                                                               |
|  |                                                                                       |

|  | Kosmoceratops richardsoni |
|  |                           |
|  | Vagaceratops irvinensis   |
|  |                           |

|  | Spiclypeus shipporum                                                                  |
|  |                                                                                       |
|  | \| \| Kosmoceratops richardsoni \| \| \| \| \| \| Vagaceratops irvinensis \| \| \| \| |
|  |                                                                                       |
|  | Kosmoceratops richardsoni                                                             |
|  |                                                                                       |
|  | Vagaceratops irvinensis                                                               |
|  |                                                                                       |

|  | Kosmoceratops richardsoni |
|  |                           |
|  | Vagaceratops irvinensis   |
|  |                           |

|  | Spiclypeus shipporum                                                                  |
|  |                                                                                       |
|  | \| \| Kosmoceratops richardsoni \| \| \| \| \| \| Vagaceratops irvinensis \| \| \| \| |
|  |                                                                                       |
|  | Kosmoceratops richardsoni                                                             |
|  |                                                                                       |
|  | Vagaceratops irvinensis                                                               |
|  |                                                                                       |

|  | Kosmoceratops richardsoni |
|  |                           |
|  | Vagaceratops irvinensis   |
|  |                           |

|  | Mojoceratops perifania                                                       |
|  |                                                                              |
|  | \| \| Chasmosaurus belli \| \| \| \| \| \| Chasmosaurus russelli \| \| \| \| |
|  |                                                                              |
|  | Chasmosaurus belli                                                           |
|  |                                                                              |
|  | Chasmosaurus russelli                                                        |
|  |                                                                              |

|  | Chasmosaurus belli    |
|  |                       |
|  | Chasmosaurus russelli |
|  |                       |

|  | Mojoceratops perifania                                                       |
|  |                                                                              |
|  | \| \| Chasmosaurus belli \| \| \| \| \| \| Chasmosaurus russelli \| \| \| \| |
|  |                                                                              |
|  | Chasmosaurus belli                                                           |
|  |                                                                              |
|  | Chasmosaurus russelli                                                        |
|  |                                                                              |

|  | Chasmosaurus belli    |
|  |                       |
|  | Chasmosaurus russelli |
|  |                       |

|  | Spiclypeus shipporum                                                                  |
|  |                                                                                       |
|  | \| \| Kosmoceratops richardsoni \| \| \| \| \| \| Vagaceratops irvinensis \| \| \| \| |
|  |                                                                                       |
|  | Kosmoceratops richardsoni                                                             |
|  |                                                                                       |
|  | Vagaceratops irvinensis                                                               |
|  |                                                                                       |

|  | Kosmoceratops richardsoni |
|  |                           |
|  | Vagaceratops irvinensis   |
|  |                           |

|  | Spiclypeus shipporum                                                                  |
|  |                                                                                       |
|  | \| \| Kosmoceratops richardsoni \| \| \| \| \| \| Vagaceratops irvinensis \| \| \| \| |
|  |                                                                                       |
|  | Kosmoceratops richardsoni                                                             |
|  |                                                                                       |
|  | Vagaceratops irvinensis                                                               |
|  |                                                                                       |

|  | Kosmoceratops richardsoni |
|  |                           |
|  | Vagaceratops irvinensis   |
|  |                           |

|  | Spiclypeus shipporum                                                                  |
|  |                                                                                       |
|  | \| \| Kosmoceratops richardsoni \| \| \| \| \| \| Vagaceratops irvinensis \| \| \| \| |
|  |                                                                                       |
|  | Kosmoceratops richardsoni                                                             |
|  |                                                                                       |
|  | Vagaceratops irvinensis                                                               |
|  |                                                                                       |

|  | Kosmoceratops richardsoni |
|  |                           |
|  | Vagaceratops irvinensis   |
|  |                           |

|  | Spiclypeus shipporum                                                                  |
|  |                                                                                       |
|  | \| \| Kosmoceratops richardsoni \| \| \| \| \| \| Vagaceratops irvinensis \| \| \| \| |
|  |                                                                                       |
|  | Kosmoceratops richardsoni                                                             |
|  |                                                                                       |
|  | Vagaceratops irvinensis                                                               |
|  |                                                                                       |

|  | Kosmoceratops richardsoni |
|  |                           |
|  | Vagaceratops irvinensis   |
|  |                           |

|  | Mojoceratops perifania                                                       |
|  |                                                                              |
|  | \| \| Chasmosaurus belli \| \| \| \| \| \| Chasmosaurus russelli \| \| \| \| |
|  |                                                                              |
|  | Chasmosaurus belli                                                           |
|  |                                                                              |
|  | Chasmosaurus russelli                                                        |
|  |                                                                              |

|  | Chasmosaurus belli    |
|  |                       |
|  | Chasmosaurus russelli |
|  |                       |

|  | Mojoceratops perifania                                                       |
|  |                                                                              |
|  | \| \| Chasmosaurus belli \| \| \| \| \| \| Chasmosaurus russelli \| \| \| \| |
|  |                                                                              |
|  | Chasmosaurus belli                                                           |
|  |                                                                              |
|  | Chasmosaurus russelli                                                        |
|  |                                                                              |

|  | Chasmosaurus belli    |
|  |                       |
|  | Chasmosaurus russelli |
|  |                       |

|  | Anchiceratops ornatus                                                        |
|  |                                                                              |
|  | Regaliceratops peterhewsi                                                    |
|  |                                                                              |
|  | \| \| Arrhinoceratops brachyops \| \| \| \| \| \| Triceratopsini \| \| \| \| |
|  |                                                                              |
|  | Arrhinoceratops brachyops                                                    |
|  |                                                                              |
|  | Triceratopsini                                                               |
|  |                                                                              |

|  | Arrhinoceratops brachyops |
|  |                           |
|  | Triceratopsini            |
|  |                           |

|  | Spiclypeus shipporum                                                                  |
|  |                                                                                       |
|  | \| \| Kosmoceratops richardsoni \| \| \| \| \| \| Vagaceratops irvinensis \| \| \| \| |
|  |                                                                                       |
|  | Kosmoceratops richardsoni                                                             |
|  |                                                                                       |
|  | Vagaceratops irvinensis                                                               |
|  |                                                                                       |

|  | Kosmoceratops richardsoni |
|  |                           |
|  | Vagaceratops irvinensis   |
|  |                           |

|  | Spiclypeus shipporum                                                                  |
|  |                                                                                       |
|  | \| \| Kosmoceratops richardsoni \| \| \| \| \| \| Vagaceratops irvinensis \| \| \| \| |
|  |                                                                                       |
|  | Kosmoceratops richardsoni                                                             |
|  |                                                                                       |
|  | Vagaceratops irvinensis                                                               |
|  |                                                                                       |

|  | Kosmoceratops richardsoni |
|  |                           |
|  | Vagaceratops irvinensis   |
|  |                           |

|  | Spiclypeus shipporum                                                                  |
|  |                                                                                       |
|  | \| \| Kosmoceratops richardsoni \| \| \| \| \| \| Vagaceratops irvinensis \| \| \| \| |
|  |                                                                                       |
|  | Kosmoceratops richardsoni                                                             |
|  |                                                                                       |
|  | Vagaceratops irvinensis                                                               |
|  |                                                                                       |

|  | Kosmoceratops richardsoni |
|  |                           |
|  | Vagaceratops irvinensis   |
|  |                           |

|  | Spiclypeus shipporum                                                                  |
|  |                                                                                       |
|  | \| \| Kosmoceratops richardsoni \| \| \| \| \| \| Vagaceratops irvinensis \| \| \| \| |
|  |                                                                                       |
|  | Kosmoceratops richardsoni                                                             |
|  |                                                                                       |
|  | Vagaceratops irvinensis                                                               |
|  |                                                                                       |

|  | Kosmoceratops richardsoni |
|  |                           |
|  | Vagaceratops irvinensis   |
|  |                           |

|  | Mojoceratops perifania                                                       |
|  |                                                                              |
|  | \| \| Chasmosaurus belli \| \| \| \| \| \| Chasmosaurus russelli \| \| \| \| |
|  |                                                                              |
|  | Chasmosaurus belli                                                           |
|  |                                                                              |
|  | Chasmosaurus russelli                                                        |
|  |                                                                              |

|  | Chasmosaurus belli    |
|  |                       |
|  | Chasmosaurus russelli |
|  |                       |

|  | Mojoceratops perifania                                                       |
|  |                                                                              |
|  | \| \| Chasmosaurus belli \| \| \| \| \| \| Chasmosaurus russelli \| \| \| \| |
|  |                                                                              |
|  | Chasmosaurus belli                                                           |
|  |                                                                              |
|  | Chasmosaurus russelli                                                        |
|  |                                                                              |

|  | Chasmosaurus belli    |
|  |                       |
|  | Chasmosaurus russelli |
|  |                       |

|  | Spiclypeus shipporum                                                                  |
|  |                                                                                       |
|  | \| \| Kosmoceratops richardsoni \| \| \| \| \| \| Vagaceratops irvinensis \| \| \| \| |
|  |                                                                                       |
|  | Kosmoceratops richardsoni                                                             |
|  |                                                                                       |
|  | Vagaceratops irvinensis                                                               |
|  |                                                                                       |

|  | Kosmoceratops richardsoni |
|  |                           |
|  | Vagaceratops irvinensis   |
|  |                           |

|  | Spiclypeus shipporum                                                                  |
|  |                                                                                       |
|  | \| \| Kosmoceratops richardsoni \| \| \| \| \| \| Vagaceratops irvinensis \| \| \| \| |
|  |                                                                                       |
|  | Kosmoceratops richardsoni                                                             |
|  |                                                                                       |
|  | Vagaceratops irvinensis                                                               |
|  |                                                                                       |

|  | Kosmoceratops richardsoni |
|  |                           |
|  | Vagaceratops irvinensis   |
|  |                           |

|  | Spiclypeus shipporum                                                                  |
|  |                                                                                       |
|  | \| \| Kosmoceratops richardsoni \| \| \| \| \| \| Vagaceratops irvinensis \| \| \| \| |
|  |                                                                                       |
|  | Kosmoceratops richardsoni                                                             |
|  |                                                                                       |
|  | Vagaceratops irvinensis                                                               |
|  |                                                                                       |

|  | Kosmoceratops richardsoni |
|  |                           |
|  | Vagaceratops irvinensis   |
|  |                           |

|  | Spiclypeus shipporum                                                                  |
|  |                                                                                       |
|  | \| \| Kosmoceratops richardsoni \| \| \| \| \| \| Vagaceratops irvinensis \| \| \| \| |
|  |                                                                                       |
|  | Kosmoceratops richardsoni                                                             |
|  |                                                                                       |
|  | Vagaceratops irvinensis                                                               |
|  |                                                                                       |

|  | Kosmoceratops richardsoni |
|  |                           |
|  | Vagaceratops irvinensis   |
|  |                           |

|  | Mojoceratops perifania                                                       |
|  |                                                                              |
|  | \| \| Chasmosaurus belli \| \| \| \| \| \| Chasmosaurus russelli \| \| \| \| |
|  |                                                                              |
|  | Chasmosaurus belli                                                           |
|  |                                                                              |
|  | Chasmosaurus russelli                                                        |
|  |                                                                              |

|  | Chasmosaurus belli    |
|  |                       |
|  | Chasmosaurus russelli |
|  |                       |

|  | Mojoceratops perifania                                                       |
|  |                                                                              |
|  | \| \| Chasmosaurus belli \| \| \| \| \| \| Chasmosaurus russelli \| \| \| \| |
|  |                                                                              |
|  | Chasmosaurus belli                                                           |
|  |                                                                              |
|  | Chasmosaurus russelli                                                        |
|  |                                                                              |

|  | Chasmosaurus belli    |
|  |                       |
|  | Chasmosaurus russelli |
|  |                       |

|  | Spiclypeus shipporum                                                                  |
|  |                                                                                       |
|  | \| \| Kosmoceratops richardsoni \| \| \| \| \| \| Vagaceratops irvinensis \| \| \| \| |
|  |                                                                                       |
|  | Kosmoceratops richardsoni                                                             |
|  |                                                                                       |
|  | Vagaceratops irvinensis                                                               |
|  |                                                                                       |

|  | Kosmoceratops richardsoni |
|  |                           |
|  | Vagaceratops irvinensis   |
|  |                           |

|  | Spiclypeus shipporum                                                                  |
|  |                                                                                       |
|  | \| \| Kosmoceratops richardsoni \| \| \| \| \| \| Vagaceratops irvinensis \| \| \| \| |
|  |                                                                                       |
|  | Kosmoceratops richardsoni                                                             |
|  |                                                                                       |
|  | Vagaceratops irvinensis                                                               |
|  |                                                                                       |

|  | Kosmoceratops richardsoni |
|  |                           |
|  | Vagaceratops irvinensis   |
|  |                           |

|  | Spiclypeus shipporum                                                                  |
|  |                                                                                       |
|  | \| \| Kosmoceratops richardsoni \| \| \| \| \| \| Vagaceratops irvinensis \| \| \| \| |
|  |                                                                                       |
|  | Kosmoceratops richardsoni                                                             |
|  |                                                                                       |
|  | Vagaceratops irvinensis                                                               |
|  |                                                                                       |

|  | Kosmoceratops richardsoni |
|  |                           |
|  | Vagaceratops irvinensis   |
|  |                           |

|  | Spiclypeus shipporum                                                                  |
|  |                                                                                       |
|  | \| \| Kosmoceratops richardsoni \| \| \| \| \| \| Vagaceratops irvinensis \| \| \| \| |
|  |                                                                                       |
|  | Kosmoceratops richardsoni                                                             |
|  |                                                                                       |
|  | Vagaceratops irvinensis                                                               |
|  |                                                                                       |

|  | Kosmoceratops richardsoni |
|  |                           |
|  | Vagaceratops irvinensis   |
|  |                           |

|  | Mojoceratops perifania                                                       |
|  |                                                                              |
|  | \| \| Chasmosaurus belli \| \| \| \| \| \| Chasmosaurus russelli \| \| \| \| |
|  |                                                                              |
|  | Chasmosaurus belli                                                           |
|  |                                                                              |
|  | Chasmosaurus russelli                                                        |
|  |                                                                              |

|  | Chasmosaurus belli    |
|  |                       |
|  | Chasmosaurus russelli |
|  |                       |

|  | Mojoceratops perifania                                                       |
|  |                                                                              |
|  | \| \| Chasmosaurus belli \| \| \| \| \| \| Chasmosaurus russelli \| \| \| \| |
|  |                                                                              |
|  | Chasmosaurus belli                                                           |
|  |                                                                              |
|  | Chasmosaurus russelli                                                        |
|  |                                                                              |

|  | Chasmosaurus belli    |
|  |                       |
|  | Chasmosaurus russelli |
|  |                       |

|  | Spiclypeus shipporum                                                                  |
|  |                                                                                       |
|  | \| \| Kosmoceratops richardsoni \| \| \| \| \| \| Vagaceratops irvinensis \| \| \| \| |
|  |                                                                                       |
|  | Kosmoceratops richardsoni                                                             |
|  |                                                                                       |
|  | Vagaceratops irvinensis                                                               |
|  |                                                                                       |

|  | Kosmoceratops richardsoni |
|  |                           |
|  | Vagaceratops irvinensis   |
|  |                           |

|  | Spiclypeus shipporum                                                                  |
|  |                                                                                       |
|  | \| \| Kosmoceratops richardsoni \| \| \| \| \| \| Vagaceratops irvinensis \| \| \| \| |
|  |                                                                                       |
|  | Kosmoceratops richardsoni                                                             |
|  |                                                                                       |
|  | Vagaceratops irvinensis                                                               |
|  |                                                                                       |

|  | Kosmoceratops richardsoni |
|  |                           |
|  | Vagaceratops irvinensis   |
|  |                           |

|  | Spiclypeus shipporum                                                                  |
|  |                                                                                       |
|  | \| \| Kosmoceratops richardsoni \| \| \| \| \| \| Vagaceratops irvinensis \| \| \| \| |
|  |                                                                                       |
|  | Kosmoceratops richardsoni                                                             |
|  |                                                                                       |
|  | Vagaceratops irvinensis                                                               |
|  |                                                                                       |

|  | Kosmoceratops richardsoni |
|  |                           |
|  | Vagaceratops irvinensis   |
|  |                           |

|  | Spiclypeus shipporum                                                                  |
|  |                                                                                       |
|  | \| \| Kosmoceratops richardsoni \| \| \| \| \| \| Vagaceratops irvinensis \| \| \| \| |
|  |                                                                                       |
|  | Kosmoceratops richardsoni                                                             |
|  |                                                                                       |
|  | Vagaceratops irvinensis                                                               |
|  |                                                                                       |

|  | Kosmoceratops richardsoni |
|  |                           |
|  | Vagaceratops irvinensis   |
|  |                           |

|  | Mojoceratops perifania                                                       |
|  |                                                                              |
|  | \| \| Chasmosaurus belli \| \| \| \| \| \| Chasmosaurus russelli \| \| \| \| |
|  |                                                                              |
|  | Chasmosaurus belli                                                           |
|  |                                                                              |
|  | Chasmosaurus russelli                                                        |
|  |                                                                              |

|  | Chasmosaurus belli    |
|  |                       |
|  | Chasmosaurus russelli |
|  |                       |

|  | Mojoceratops perifania                                                       |
|  |                                                                              |
|  | \| \| Chasmosaurus belli \| \| \| \| \| \| Chasmosaurus russelli \| \| \| \| |
|  |                                                                              |
|  | Chasmosaurus belli                                                           |
|  |                                                                              |
|  | Chasmosaurus russelli                                                        |
|  |                                                                              |

|  | Chasmosaurus belli    |
|  |                       |
|  | Chasmosaurus russelli |
|  |                       |

|  | Anchiceratops ornatus                                                        |
|  |                                                                              |
|  | Regaliceratops peterhewsi                                                    |
|  |                                                                              |
|  | \| \| Arrhinoceratops brachyops \| \| \| \| \| \| Triceratopsini \| \| \| \| |
|  |                                                                              |
|  | Arrhinoceratops brachyops                                                    |
|  |                                                                              |
|  | Triceratopsini                                                               |
|  |                                                                              |

|  | Arrhinoceratops brachyops |
|  |                           |
|  | Triceratopsini            |
|  |                           |

|  | Spiclypeus shipporum                                                                  |
|  |                                                                                       |
|  | \| \| Kosmoceratops richardsoni \| \| \| \| \| \| Vagaceratops irvinensis \| \| \| \| |
|  |                                                                                       |
|  | Kosmoceratops richardsoni                                                             |
|  |                                                                                       |
|  | Vagaceratops irvinensis                                                               |
|  |                                                                                       |

|  | Kosmoceratops richardsoni |
|  |                           |
|  | Vagaceratops irvinensis   |
|  |                           |

|  | Spiclypeus shipporum                                                                  |
|  |                                                                                       |
|  | \| \| Kosmoceratops richardsoni \| \| \| \| \| \| Vagaceratops irvinensis \| \| \| \| |
|  |                                                                                       |
|  | Kosmoceratops richardsoni                                                             |
|  |                                                                                       |
|  | Vagaceratops irvinensis                                                               |
|  |                                                                                       |

|  | Kosmoceratops richardsoni |
|  |                           |
|  | Vagaceratops irvinensis   |
|  |                           |

|  | Spiclypeus shipporum                                                                  |
|  |                                                                                       |
|  | \| \| Kosmoceratops richardsoni \| \| \| \| \| \| Vagaceratops irvinensis \| \| \| \| |
|  |                                                                                       |
|  | Kosmoceratops richardsoni                                                             |
|  |                                                                                       |
|  | Vagaceratops irvinensis                                                               |
|  |                                                                                       |

|  | Kosmoceratops richardsoni |
|  |                           |
|  | Vagaceratops irvinensis   |
|  |                           |

|  | Spiclypeus shipporum                                                                  |
|  |                                                                                       |
|  | \| \| Kosmoceratops richardsoni \| \| \| \| \| \| Vagaceratops irvinensis \| \| \| \| |
|  |                                                                                       |
|  | Kosmoceratops richardsoni                                                             |
|  |                                                                                       |
|  | Vagaceratops irvinensis                                                               |
|  |                                                                                       |

|  | Kosmoceratops richardsoni |
|  |                           |
|  | Vagaceratops irvinensis   |
|  |                           |

|  | Mojoceratops perifania                                                       |
|  |                                                                              |
|  | \| \| Chasmosaurus belli \| \| \| \| \| \| Chasmosaurus russelli \| \| \| \| |
|  |                                                                              |
|  | Chasmosaurus belli                                                           |
|  |                                                                              |
|  | Chasmosaurus russelli                                                        |
|  |                                                                              |

|  | Chasmosaurus belli    |
|  |                       |
|  | Chasmosaurus russelli |
|  |                       |

|  | Mojoceratops perifania                                                       |
|  |                                                                              |
|  | \| \| Chasmosaurus belli \| \| \| \| \| \| Chasmosaurus russelli \| \| \| \| |
|  |                                                                              |
|  | Chasmosaurus belli                                                           |
|  |                                                                              |
|  | Chasmosaurus russelli                                                        |
|  |                                                                              |

|  | Chasmosaurus belli    |
|  |                       |
|  | Chasmosaurus russelli |
|  |                       |

|  | Spiclypeus shipporum                                                                  |
|  |                                                                                       |
|  | \| \| Kosmoceratops richardsoni \| \| \| \| \| \| Vagaceratops irvinensis \| \| \| \| |
|  |                                                                                       |
|  | Kosmoceratops richardsoni                                                             |
|  |                                                                                       |
|  | Vagaceratops irvinensis                                                               |
|  |                                                                                       |

|  | Kosmoceratops richardsoni |
|  |                           |
|  | Vagaceratops irvinensis   |
|  |                           |

|  | Spiclypeus shipporum                                                                  |
|  |                                                                                       |
|  | \| \| Kosmoceratops richardsoni \| \| \| \| \| \| Vagaceratops irvinensis \| \| \| \| |
|  |                                                                                       |
|  | Kosmoceratops richardsoni                                                             |
|  |                                                                                       |
|  | Vagaceratops irvinensis                                                               |
|  |                                                                                       |

|  | Kosmoceratops richardsoni |
|  |                           |
|  | Vagaceratops irvinensis   |
|  |                           |

|  | Spiclypeus shipporum                                                                  |
|  |                                                                                       |
|  | \| \| Kosmoceratops richardsoni \| \| \| \| \| \| Vagaceratops irvinensis \| \| \| \| |
|  |                                                                                       |
|  | Kosmoceratops richardsoni                                                             |
|  |                                                                                       |
|  | Vagaceratops irvinensis                                                               |
|  |                                                                                       |

|  | Kosmoceratops richardsoni |
|  |                           |
|  | Vagaceratops irvinensis   |
|  |                           |

|  | Spiclypeus shipporum                                                                  |
|  |                                                                                       |
|  | \| \| Kosmoceratops richardsoni \| \| \| \| \| \| Vagaceratops irvinensis \| \| \| \| |
|  |                                                                                       |
|  | Kosmoceratops richardsoni                                                             |
|  |                                                                                       |
|  | Vagaceratops irvinensis                                                               |
|  |                                                                                       |

|  | Kosmoceratops richardsoni |
|  |                           |
|  | Vagaceratops irvinensis   |
|  |                           |

|  | Mojoceratops perifania                                                       |
|  |                                                                              |
|  | \| \| Chasmosaurus belli \| \| \| \| \| \| Chasmosaurus russelli \| \| \| \| |
|  |                                                                              |
|  | Chasmosaurus belli                                                           |
|  |                                                                              |
|  | Chasmosaurus russelli                                                        |
|  |                                                                              |

|  | Chasmosaurus belli    |
|  |                       |
|  | Chasmosaurus russelli |
|  |                       |

|  | Mojoceratops perifania                                                       |
|  |                                                                              |
|  | \| \| Chasmosaurus belli \| \| \| \| \| \| Chasmosaurus russelli \| \| \| \| |
|  |                                                                              |
|  | Chasmosaurus belli                                                           |
|  |                                                                              |
|  | Chasmosaurus russelli                                                        |
|  |                                                                              |

|  | Chasmosaurus belli    |
|  |                       |
|  | Chasmosaurus russelli |
|  |                       |

|  | Spiclypeus shipporum                                                                  |
|  |                                                                                       |
|  | \| \| Kosmoceratops richardsoni \| \| \| \| \| \| Vagaceratops irvinensis \| \| \| \| |
|  |                                                                                       |
|  | Kosmoceratops richardsoni                                                             |
|  |                                                                                       |
|  | Vagaceratops irvinensis                                                               |
|  |                                                                                       |

|  | Kosmoceratops richardsoni |
|  |                           |
|  | Vagaceratops irvinensis   |
|  |                           |

|  | Spiclypeus shipporum                                                                  |
|  |                                                                                       |
|  | \| \| Kosmoceratops richardsoni \| \| \| \| \| \| Vagaceratops irvinensis \| \| \| \| |
|  |                                                                                       |
|  | Kosmoceratops richardsoni                                                             |
|  |                                                                                       |
|  | Vagaceratops irvinensis                                                               |
|  |                                                                                       |

|  | Kosmoceratops richardsoni |
|  |                           |
|  | Vagaceratops irvinensis   |
|  |                           |

|  | Spiclypeus shipporum                                                                  |
|  |                                                                                       |
|  | \| \| Kosmoceratops richardsoni \| \| \| \| \| \| Vagaceratops irvinensis \| \| \| \| |
|  |                                                                                       |
|  | Kosmoceratops richardsoni                                                             |
|  |                                                                                       |
|  | Vagaceratops irvinensis                                                               |
|  |                                                                                       |

|  | Kosmoceratops richardsoni |
|  |                           |
|  | Vagaceratops irvinensis   |
|  |                           |

|  | Spiclypeus shipporum                                                                  |
|  |                                                                                       |
|  | \| \| Kosmoceratops richardsoni \| \| \| \| \| \| Vagaceratops irvinensis \| \| \| \| |
|  |                                                                                       |
|  | Kosmoceratops richardsoni                                                             |
|  |                                                                                       |
|  | Vagaceratops irvinensis                                                               |
|  |                                                                                       |

|  | Kosmoceratops richardsoni |
|  |                           |
|  | Vagaceratops irvinensis   |
|  |                           |

|  | Mojoceratops perifania                                                       |
|  |                                                                              |
|  | \| \| Chasmosaurus belli \| \| \| \| \| \| Chasmosaurus russelli \| \| \| \| |
|  |                                                                              |
|  | Chasmosaurus belli                                                           |
|  |                                                                              |
|  | Chasmosaurus russelli                                                        |
|  |                                                                              |

|  | Chasmosaurus belli    |
|  |                       |
|  | Chasmosaurus russelli |
|  |                       |

|  | Mojoceratops perifania                                                       |
|  |                                                                              |
|  | \| \| Chasmosaurus belli \| \| \| \| \| \| Chasmosaurus russelli \| \| \| \| |
|  |                                                                              |
|  | Chasmosaurus belli                                                           |
|  |                                                                              |
|  | Chasmosaurus russelli                                                        |
|  |                                                                              |

|  | Chasmosaurus belli    |
|  |                       |
|  | Chasmosaurus russelli |
|  |                       |

|  | Spiclypeus shipporum                                                                  |
|  |                                                                                       |
|  | \| \| Kosmoceratops richardsoni \| \| \| \| \| \| Vagaceratops irvinensis \| \| \| \| |
|  |                                                                                       |
|  | Kosmoceratops richardsoni                                                             |
|  |                                                                                       |
|  | Vagaceratops irvinensis                                                               |
|  |                                                                                       |

|  | Kosmoceratops richardsoni |
|  |                           |
|  | Vagaceratops irvinensis   |
|  |                           |

|  | Spiclypeus shipporum                                                                  |
|  |                                                                                       |
|  | \| \| Kosmoceratops richardsoni \| \| \| \| \| \| Vagaceratops irvinensis \| \| \| \| |
|  |                                                                                       |
|  | Kosmoceratops richardsoni                                                             |
|  |                                                                                       |
|  | Vagaceratops irvinensis                                                               |
|  |                                                                                       |

|  | Kosmoceratops richardsoni |
|  |                           |
|  | Vagaceratops irvinensis   |
|  |                           |

|  | Spiclypeus shipporum                                                                  |
|  |                                                                                       |
|  | \| \| Kosmoceratops richardsoni \| \| \| \| \| \| Vagaceratops irvinensis \| \| \| \| |
|  |                                                                                       |
|  | Kosmoceratops richardsoni                                                             |
|  |                                                                                       |
|  | Vagaceratops irvinensis                                                               |
|  |                                                                                       |

|  | Kosmoceratops richardsoni |
|  |                           |
|  | Vagaceratops irvinensis   |
|  |                           |

|  | Spiclypeus shipporum                                                                  |
|  |                                                                                       |
|  | \| \| Kosmoceratops richardsoni \| \| \| \| \| \| Vagaceratops irvinensis \| \| \| \| |
|  |                                                                                       |
|  | Kosmoceratops richardsoni                                                             |
|  |                                                                                       |
|  | Vagaceratops irvinensis                                                               |
|  |                                                                                       |

|  | Kosmoceratops richardsoni |
|  |                           |
|  | Vagaceratops irvinensis   |
|  |                           |

|  | Mojoceratops perifania                                                       |
|  |                                                                              |
|  | \| \| Chasmosaurus belli \| \| \| \| \| \| Chasmosaurus russelli \| \| \| \| |
|  |                                                                              |
|  | Chasmosaurus belli                                                           |
|  |                                                                              |
|  | Chasmosaurus russelli                                                        |
|  |                                                                              |

|  | Chasmosaurus belli    |
|  |                       |
|  | Chasmosaurus russelli |
|  |                       |

|  | Mojoceratops perifania                                                       |
|  |                                                                              |
|  | \| \| Chasmosaurus belli \| \| \| \| \| \| Chasmosaurus russelli \| \| \| \| |
|  |                                                                              |
|  | Chasmosaurus belli                                                           |
|  |                                                                              |
|  | Chasmosaurus russelli                                                        |
|  |                                                                              |

|  | Chasmosaurus belli    |
|  |                       |
|  | Chasmosaurus russelli |
|  |                       |

|  | Anchiceratops ornatus                                                        |
|  |                                                                              |
|  | Regaliceratops peterhewsi                                                    |
|  |                                                                              |
|  | \| \| Arrhinoceratops brachyops \| \| \| \| \| \| Triceratopsini \| \| \| \| |
|  |                                                                              |
|  | Arrhinoceratops brachyops                                                    |
|  |                                                                              |
|  | Triceratopsini                                                               |
|  |                                                                              |

|  | Arrhinoceratops brachyops |
|  |                           |
|  | Triceratopsini            |
|  |                           |

## Storia della scoperta

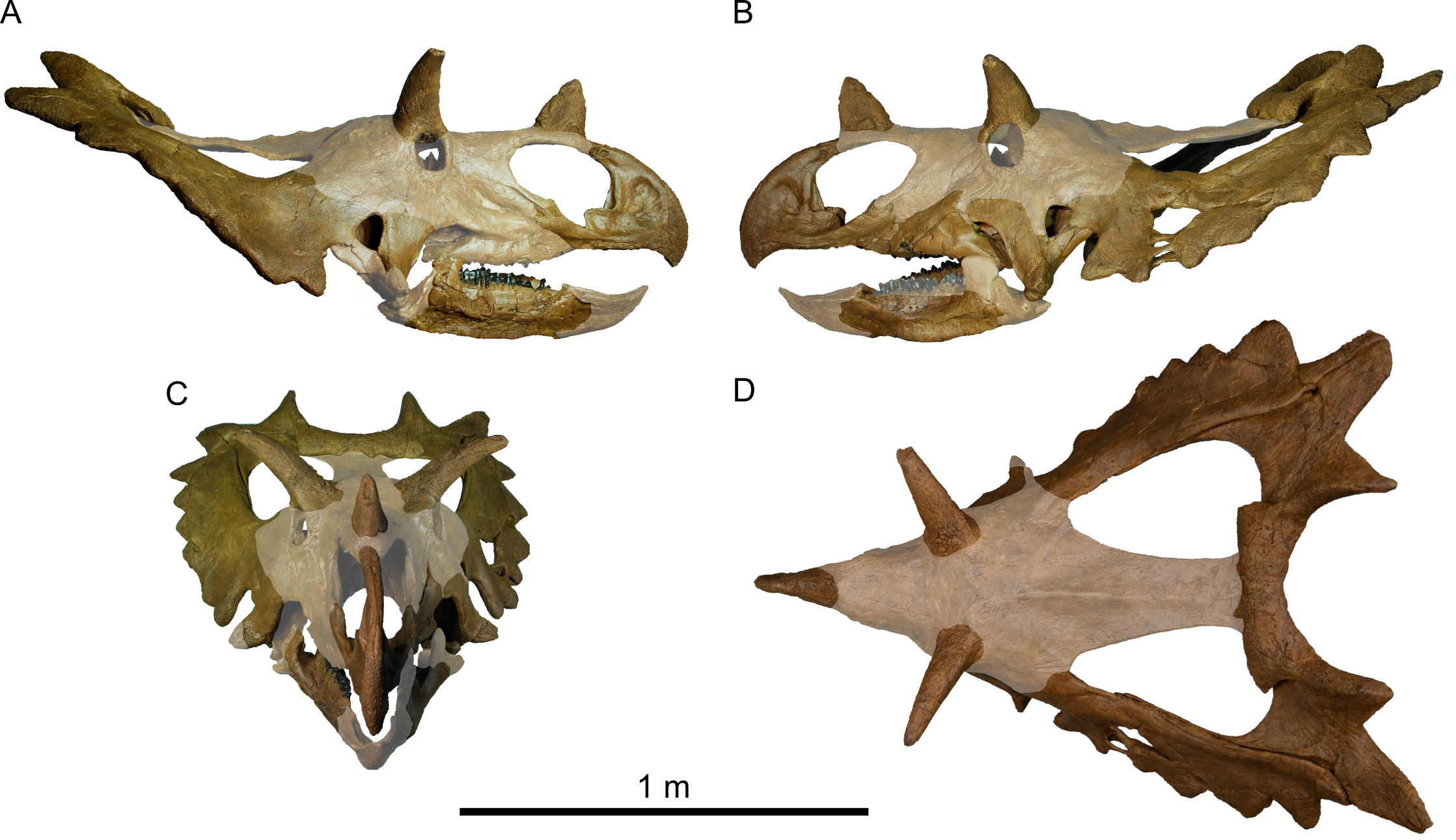
Ricostruzione del cranio in più viste, con le parti mancanti sbiadite

Nel 2000, Bill D. Shipp, un fisico nucleare, acquistò il Paradise Point Ranch vicino alla città di Winifred, nella Contea di Fergus. Credendo che la terra contenesse fossili, Shipp assunse il veterano locale collezionista di fossili John C. Gilpatrick per esplorare il terreno insieme. Durante il loro primo viaggio nel pomeriggio del settembre 2005, Shipp trovò l'esemplare di Spiclypeus nella sua terra del Montana. Shipp, notò un femore sporgere da una collina del Judith River Breaks. Shipp quindi assunse il paleontologo dilettante Joe Small per estrarre i fossili dalla collina. Al costo di diverse centinaia di migliaia di dollari, è stata costruita una strada per consentire a un escavatore di rimuovere il terreno in eccesso che ricopriva il cranio dell'esemplare. Nel 2007, Small e il suo team riuscirono ad estrarre e mettere in sicurezza tutte le ossa rimanenti. I fossili furono preparati nel White River Preparium a Hill City.

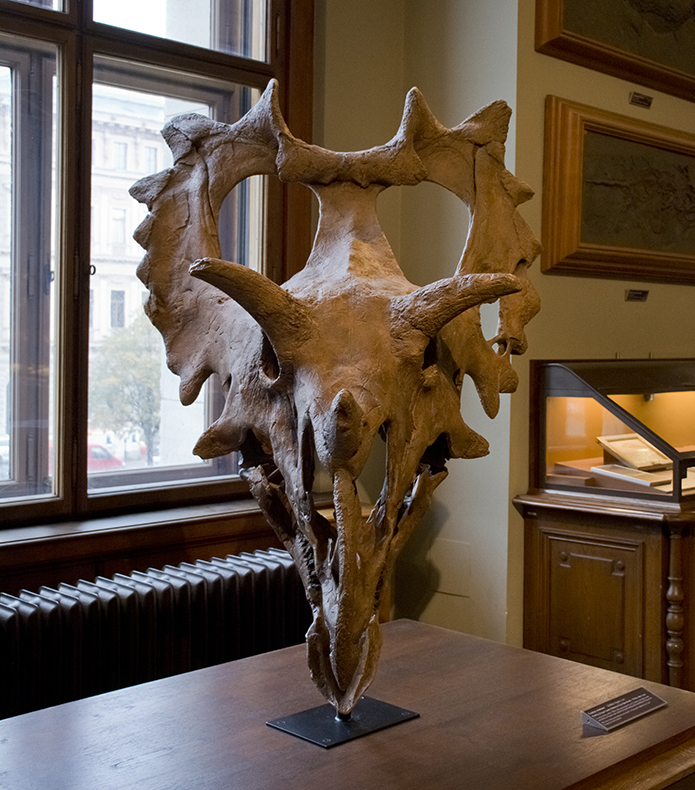
Cranio in vista frontale

Qui vennero studiati da Christopher Ott al Weis Earth Science Museum di Menasha per fornire una descrizione scientifica dell'esemplare. Peter Larson del Black Hills Institute fece dei calchi delle ossa. Questi furono usati per fare una ricostruzione completa del cranio, le parti mancanti vennero basate su quelle di Triceratops. Di questa ricostruzione furono fatti diversi calchi, venduti a diversi musei. Durante questo periodo l'esemplare fu chiamato informalmente "Judith" in riferimento alla Formazione Judith River. Nel febbraio 2015, il paleontologo Jordan Mallon è stato invitato a collaborare alla stesura di una pubblicazione scientifica per nominare il taxon. L'esemplare fu venduto al Canadian Museum of Nature per 350.000 dollari, coprendo le spese di Shipp.
Spiclypeus contiene una singola specie, ossia S. shipporum, descritta per la prima volta e nominata nel 2016 da Jordan C. Mallon, Christopher J. Ott, Peter L. Larson, Edward M. Iuliano e David C. Evans. Il nome generico, Spiclypeus, deriva dal latino spica ossia "spina", e clypeus che significa "scudo", in riferimento all'ornamentazione unica del suo collare, a forma di spillo. Il nome specifico, shipporum, rende omaggio i Dr. Bill e Linda Shipp, i proprietari originali dell'esemplare tipo e la loro famiglia.
Spiclypeus è noto esclusivamente dall'olotipo CMN 57081 che si trova al Canadian Museum of Nature di Ottawa, in Ontario. È rappresentato da un cranio parziale e disarticolato (~ 50% completo), oltre a diversi elementi postcranici, tra cui vertebre, costole, un omero sinistro, l'ileo sinistro e l'arto posteriore sinistro. Gli elementi del cranio mancanti includono il tetto del cranio, il palato, il predentario e la parte posteriore della mandibola. L'esemplare è stato raccolto dal membro inferiore del Coal Ridge della Formazione Judith River risalente al Campaniano, diversi metri sopra la discontinuità di metà Judith, risalente a 76,24-75,21 milioni di anni fa.

## Paleobiologia

### Paleopatologie

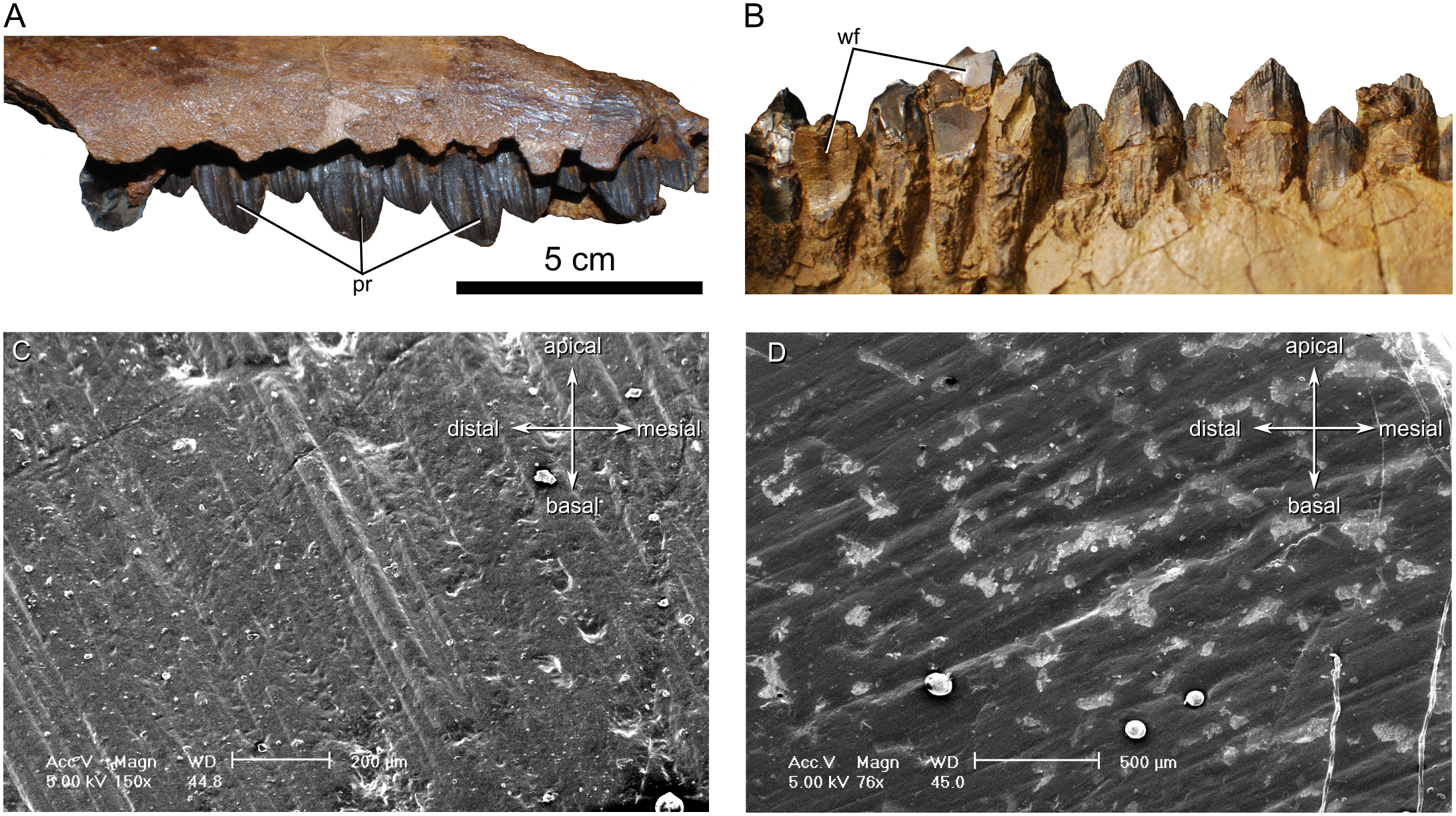
Denti e microstrutture

L'esemplare tipo di Spiclypeus sembra aver subito una significativa infezione sul collare, che gli autori della descrizione hanno ipotizzato potrebbe essere stata causata da una ferita inflitta da un rivale della sua stessa specie. Tuttavia, sono necessarie ulteriori prove per determinare la causa dell'infezione. Sia l'osso squamosale sinistro che quello destro avevano subito lesioni longitudinali. Di per sé non è eccezionale che gli individui adulti sviluppino buchi nei loro squamosali, a causa del riassorbimento osseo in età avanzata. Tuttavia, le perforazioni nello scudo dell'olotipo di Spiclypeus sono diverse in quanto possiedono un orientamento parallelo e si trovano vicino al bordo del collare. Si è concluso che ciò è probabilmente il risultato di un combattimento intraspecifico, in cui le corna dell'avversario hanno trafitto l'osso del collare.

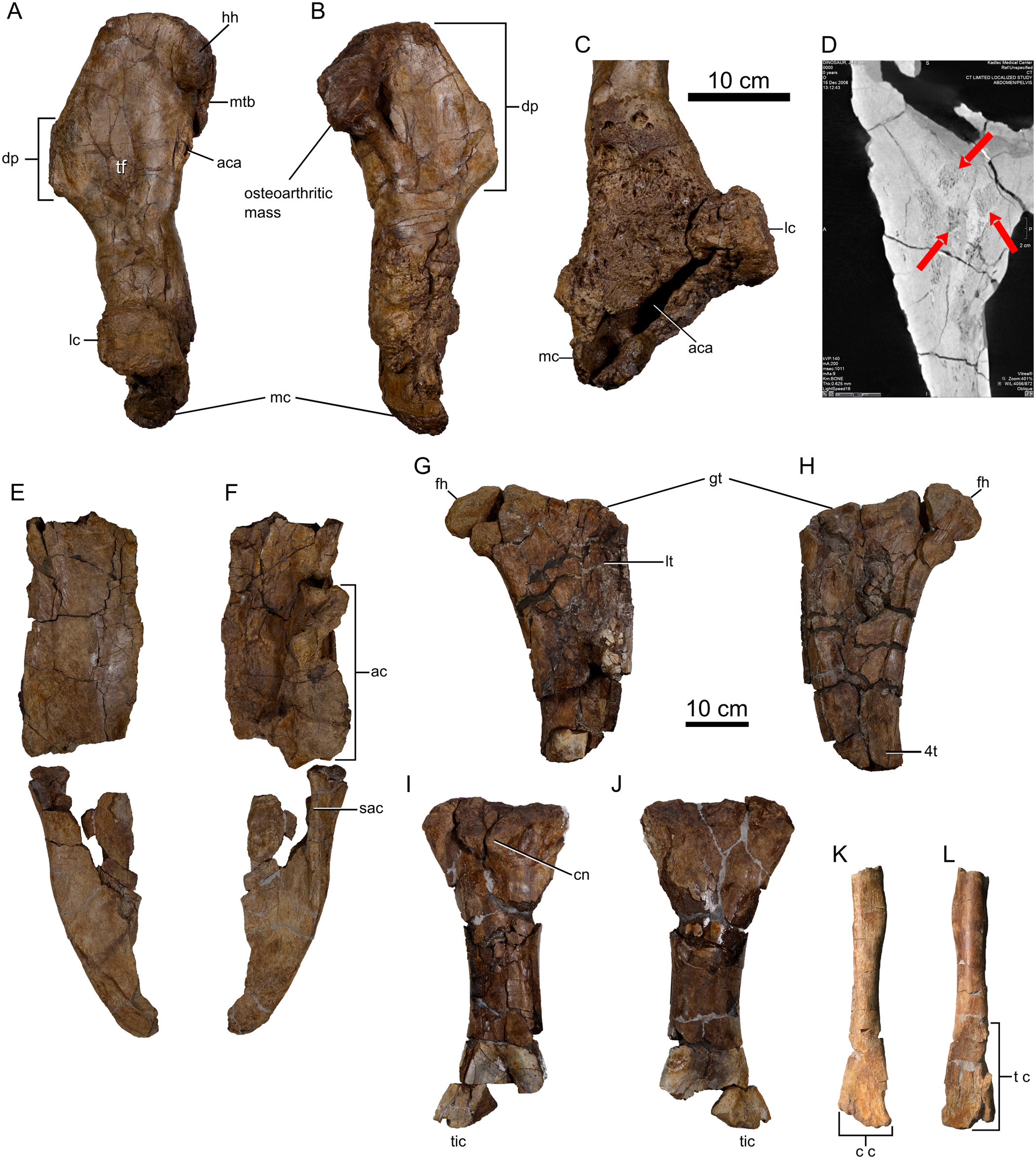
Omero con evidenze di infezione (AD) e ileo, femore, tibia e perone

Un'altra infezione, molto più grave, era presente nell'omero sinistro. L'intera metà inferiore dell'osso era malata. La maggior parte della superficie articolare inferiore deve essere stata disfunzionale, in quanto un grande ascesso aveva in gran parte consumato i condili. L'osso era stato rielaborato in reazione, ruotando l'articolazione di 90° rispetto al suo orientamento normale. Nel mezzo dell'articolazione si era sviluppato un profondo canale di drenaggio, attraverso il quale scorreva il pus. L'ampio rimodellamento dell'osso mostra che l'infezione non era stata immediatamente letale ed era forse il risultato di una tubercolosi o un fungo meno virulento. Anche la parte superiore dell'omero era patologica, mostrando una grande massa ossea artritica.
L'esame delle ossa indica anche che questo esemplare era un individuo maturo di almeno dieci anni in quanto non c'erano segni di una crescita rapida in corso, spesso associata ai giovani ceratopsi.
Il perone è stato usato per determinare il numero di "linee di crescita arrestate" che sono generalmente interpretate come linee di crescita annuali. Sono presenti sette di questi GAL e, probabilmente, un numero minimo di tre linee è stato offuscato dai successivi processi di crescita, determinando una stima dell'età minima di dieci anni. Il fatto che l'individuo olotipico abbia raggiunto un'età relativamente avanzata nonostante le gravi infezioni, riflette la corporatura generalmente robusta dei ceratopsidi.